# Spoorbrug bij Gellik
De spoorbrug bij Gellik is een vierendeelbrug over het Albertkanaal bij Gellik in de Belgische gemeente Lanaken. De brug maakt deel uit van spoorlijn 20 Hasselt - Maastricht.

## Geschiedenis
De brug werd gebouwd tijdens de aanleg van het Albertkanaal in de jaren 1930. Ze werd in 1937 door S.A. La Brugeoise et Nicaise & Delcuve ontworpen. In mei 1940 werd de centrale travee door de Belgische troepen opgeblazen. Na de oorlog restaureerde voormelde firma de brug. Ze is met een spanwijdte van 112,75 meter de langste vierendeelbrug van België. Hoewel de brug één spoor bevat zijn de pijlers voorzien op de bouw van een dubbelspoor. Sinds de sluiting van de lijn in 1992 wordt de brug niet meer gebruikt. De brug zou worden afgebroken vanwege de verbreding van het kanaal, maar werd van de ondergang gered door papierfabrikant Sappi, die de lijn in de toekomst hoopte te gebruiken voor goederenvervoer.

## Toekomst
De Vlaamse overheid en de Vlaamse vervoersmaatschappij De Lijn willen de verbinding Maastricht - Lanaken - Diepenbeek - Hasselt in het kader van het Spartacusplan voor verbetering van het openbaar vervoer in de provincie Limburg ook weer in gebruik nemen voor personenvervoer met sneltrams (lightrail). Het Spartacusplan voorziet in een renovatie van de brug.

## Galerij

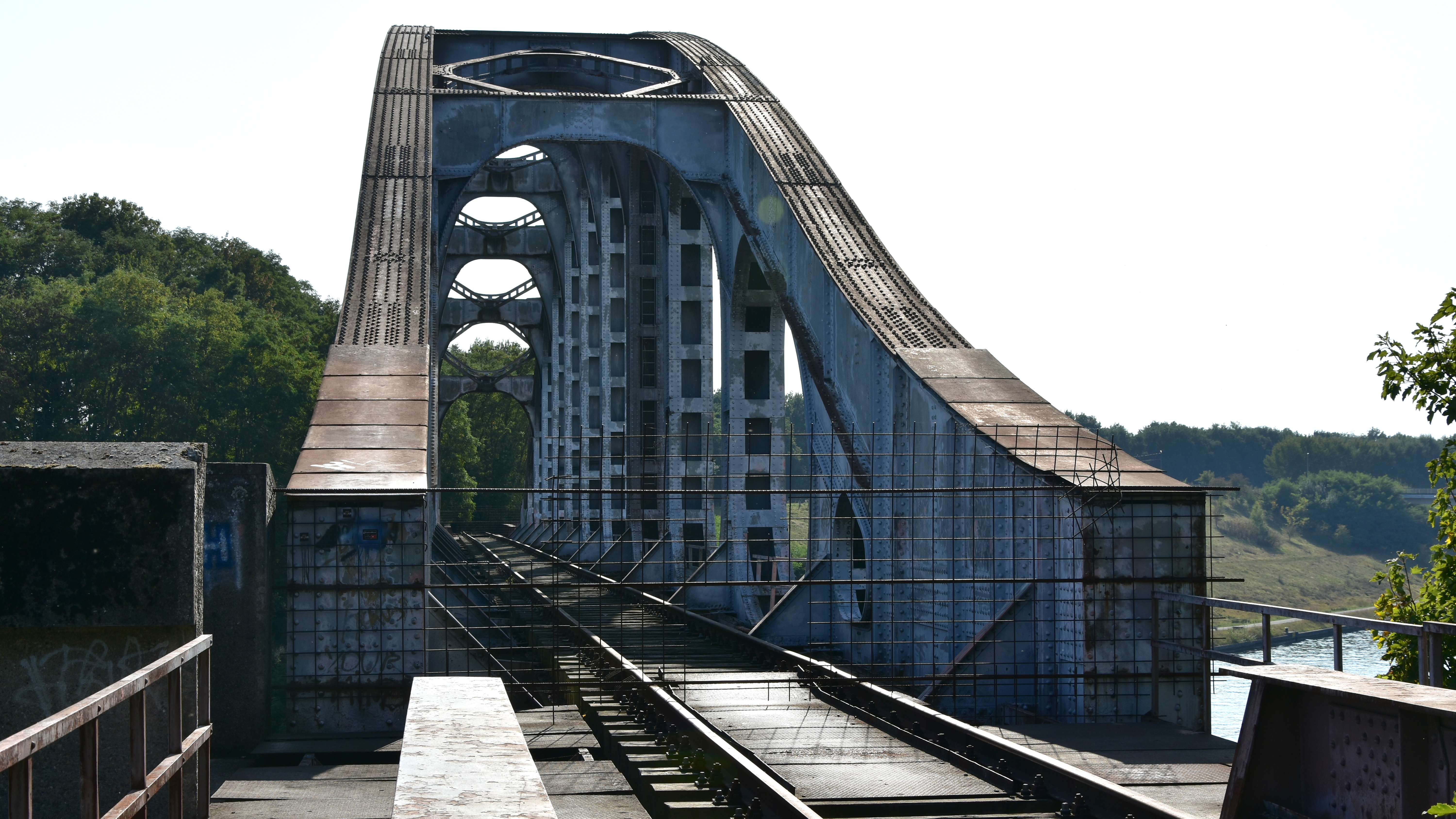
Vanaf de westelijke zijde
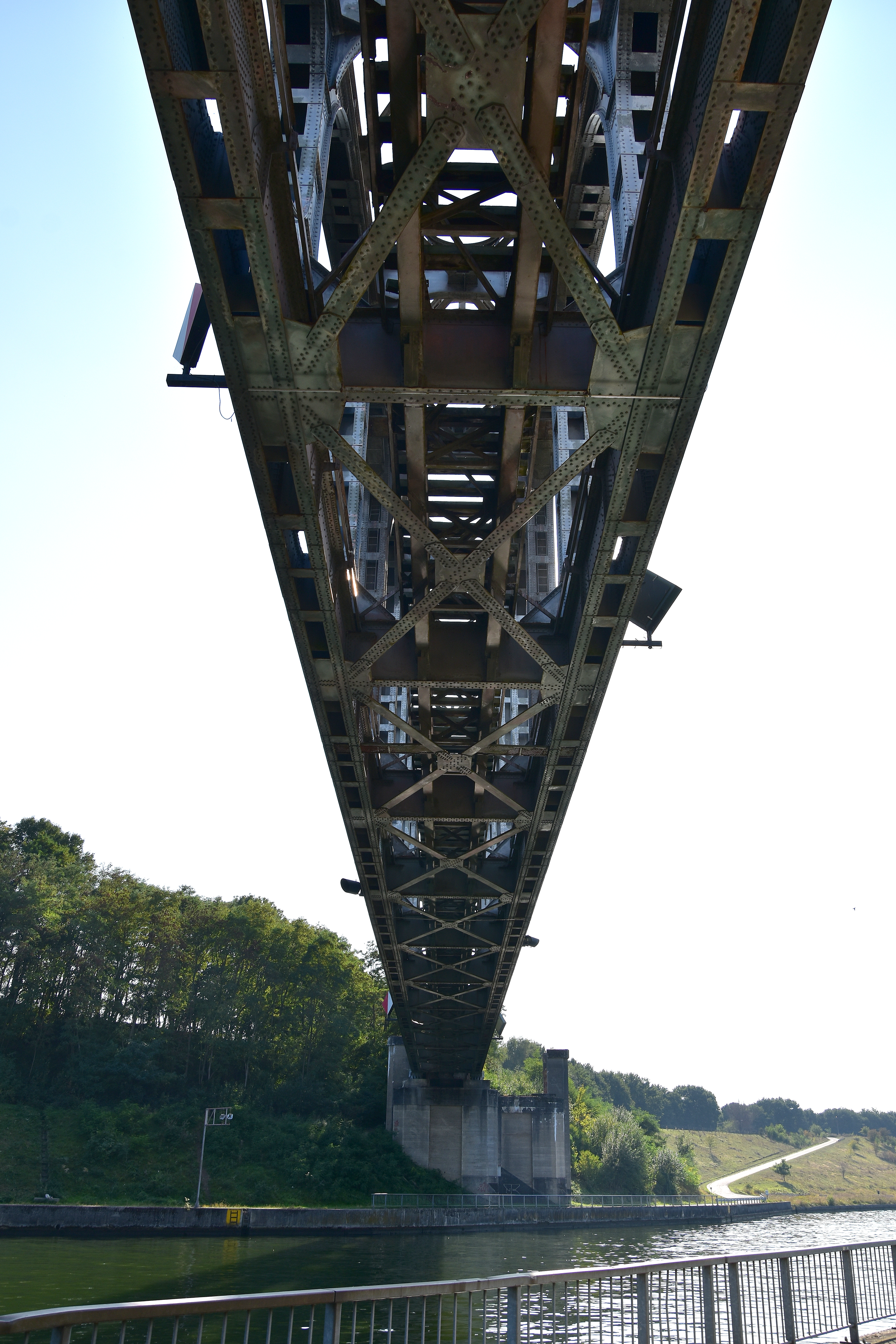
Onderzijde
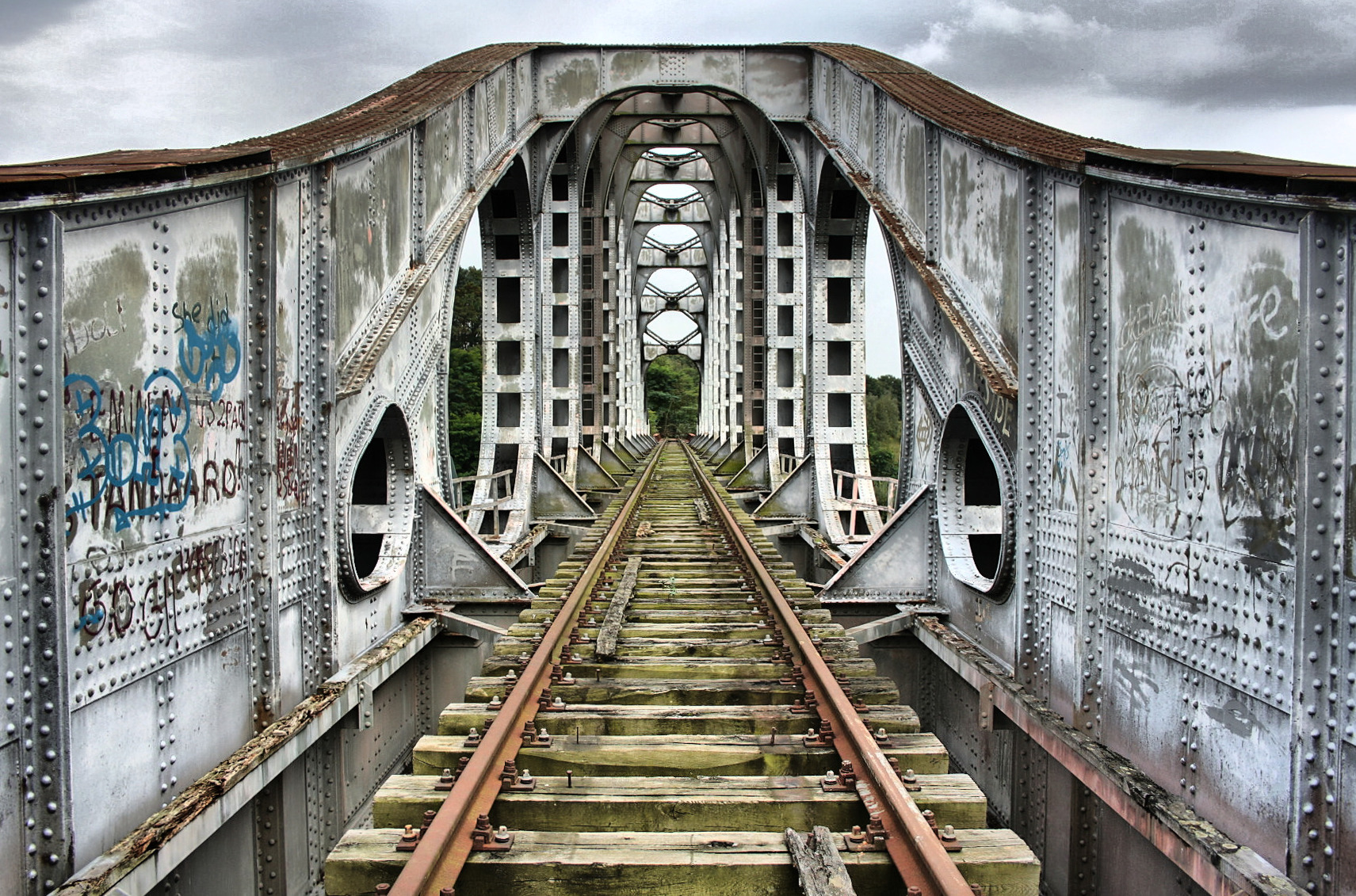
Spoorbrug bij Gellik HDR